# Necdet Özel

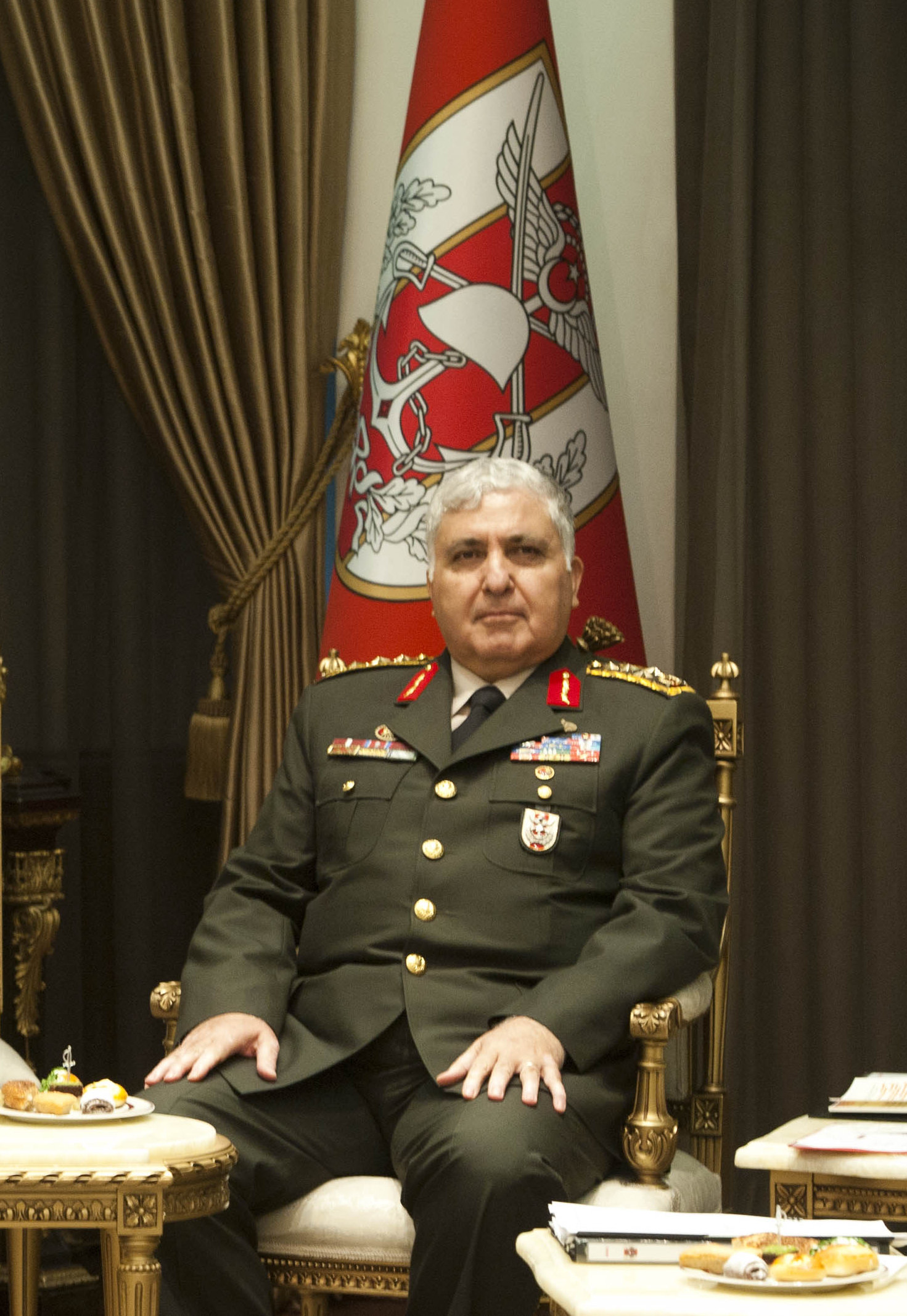
Necdet Özel

Necdet Özel (Ankara, 1950) is de commandant der Strijdkrachten (CDS), dat is de hoogst geplaatste militair van de Turkse krijsmacht. De CDS is de feitelijke tussenpersoon tussen de politieke leiding, de minister van Defensie en de krijgsmacht. Hij bepaalt het operationele beleid en is tegenover de minister verantwoordelijk voor de militair-strategische en operationele planning, aansturing en inzet van de krijgsmacht.
De commandant der Strijdkrachten stuurt de volgende commandanten van de operationele commando's aan voor wat betreft de operationele planning en inzet:
- de commandant Zeestrijdkrachten
- de commandant Landstrijdkrachten
- de commandant Luchtstrijdkrachten

Deze commandanten zijn belast met de uitvoering van de gereedstelling voor militaire inzet in binnen- en buitenland.
Als voormalig hoofd van de Turkse gendarmerie, werd hij gepromoveerd tot waarnemend chef van de generale staf. Aan het einde van het jaarlijkse overleg over promoties en dienstbeëindigingen binnen het Turkse officierenkorps, heeft de Turkse president Abdullah Gül generaal Necdet Özel benoemd tot opperbevelhebber van de strijdkrachten. In hetzelfde overleg benoemde Gül ook de nieuwe commandanten van de landmacht, luchtmacht en marine.
In tegenstelling tot zijn voorgangers, studeerde Özel niet aan een opleidingsinstituut van de NAVO, noch heeft hij een opleiding gehad in de Verenigde Staten. Özel is sinds 1969 actief in het Turkse leger.